# 馬里亞尼夫卡 (切梅里夫齊區)
48°51′24″N 26°15′40″E / 48.85667°N 26.26111°E
馬里亞尼夫卡（烏克蘭語：Мар'янівка），是烏克蘭西部的村莊，隸屬赫梅利尼茨基州的卡緬涅茨-波多利斯基區。該村面積1.48平方公里，海拔高度268米，2001年人口629。